# Chiesa di San Paolo apostolo (Faetano)
La chiesa di San Paolo apostolo si trova a Faetano nella Repubblica di San Marino, è stata progettata dal frate cappuccino di Milano Angelo da Cassano, mentre diresse lavori il sammarinese Luigi Guidi. La costruzione cominciò nel giugno 1898 e si concluse nel 1916. Nel 1950 don Amedeo Botticelli di Camerano la decorò. Vi sono due cappelle laterati, e cornici in legno intarsiato della fine del secolo scorso opera di Amedeo Fílipucci.